# Wuyishan
Wuyishan  léase Uyí-Shán (chino: 武夷山市, pinyin: Wǔyíshānshì), antes conocida como condado Sung (崇安县) es una municipio bajo la administración directa de ciudad-prefectura de Nanping en la provincia de Fujian, sureste China.

## Administración
Desde el 20 de enero de 2014 la ciudad de Wuyishan se divide en 10 pueblos que se administran en 3 subdistritos, 3 poblados y 4 villas:
- Subdistrito Sung (崇安街道)
- Subdistrito Wuyi (武夷街道)
- Subdistrito Xinfeng (新丰街道)
- Poblado Xingcun (星村镇)
- Poblado Xingtian (兴田镇)
- Poblado Wufu (五夫镇）
- Villas  Shangmei (上梅乡)
- Villas Wutun (吴屯乡)
- Villas Ganggu (岚谷乡)
- Villas Yangzhuang (洋庄乡)

## Historia
Wuyishan tiene una larga historia. Según los datos arqueológicos demostraron que hace casi 4000 años el territorio ya había sido poblado. Se le conoció antes como condado Sung (崇安县) desde el año 994, el 1 de marzo de 1985 el Consejo de Estado aprobó a Sung como uno de los primeros condados de la República popular China, el 21 de agosto de 1989 el condado fue promovido a Ciudad y se le empezó a llamar Ciudad de Wuyishan, que significa literalmente Monte Wuyi.

## Economía

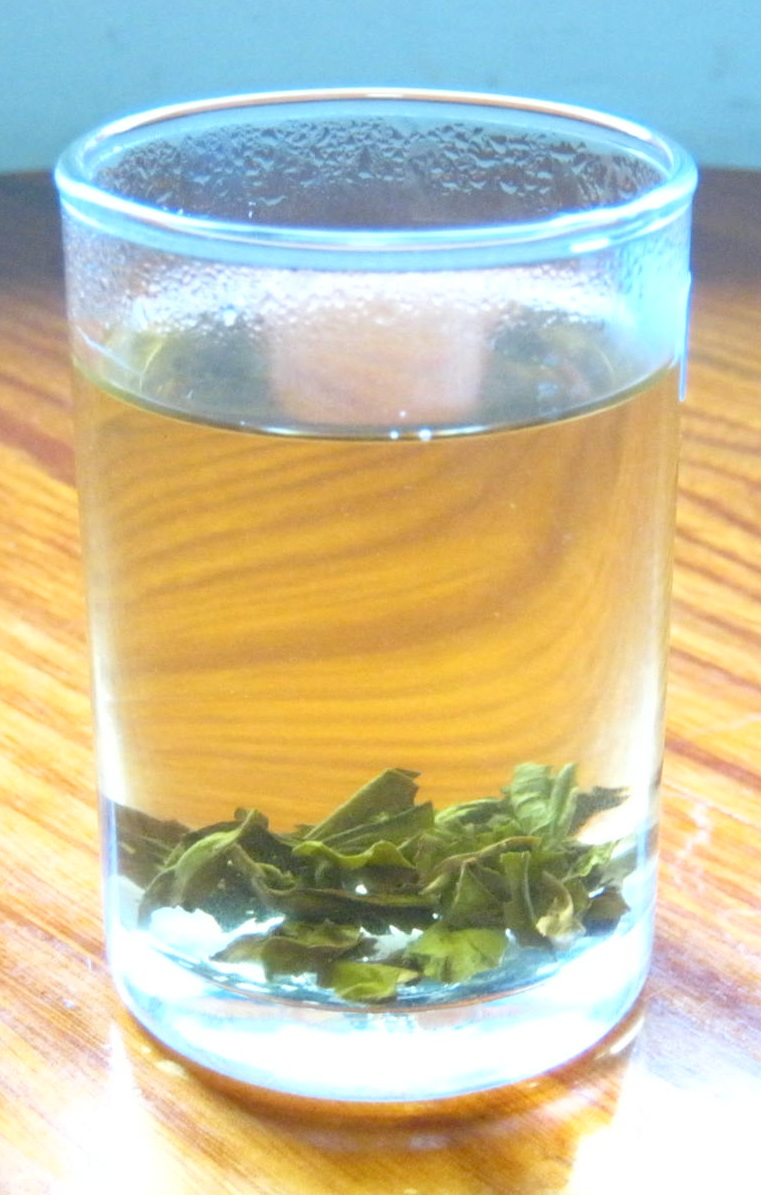
Vaso de té de Wuyi.

En la dinastía Qin la región se dedicaba principalmente a la pesca y caza, otras actividades eran la tala, la agricultura, la mano de obra, la ganadería, minería y la cerámica, de esa manera la zona se fue desarrollando. Sin embargo, debido a su ubicación montañosa, el transporte sigue siendo un punto débil. Después de hacer vías, la situación ha mejorado mucho en comparación con el pasado. Las industrias son: madera, ladrillo, cerámica y de papel hecho a mano, los productos agrícolas incluyen: arroz, trigo, patatas, cereales, soja, algodón, maní, colza, ramio, caña de azúcar, tabaco, té, fruta y carne de cerdo.
Turismo
Con reformas políticas del país la ciudad tuvo un impulso muy grande económico en el turismo y con ello el transporte que lo volvió clave en la región, con el Monte Wuyi como patrimonio de la humanidad las visitas se dispararon por partes de chinos y extranjeros. En 2011 llegaron 7,24 millones de turistas con un total de ingreso anual de 12 354 millones de yuanes, en toda la ciudad hay más de 60 agencias de viajes, alrededor de 300 hoteles, entre ellos 2 de cinco y cuatro estrellas,
Wuyishan es de los principales sectores industriales de fabricación de alimentos y bebidas. En 2009 el valor de la producción industrial total fue de 3078 millones de yuanes.
La agricultura es una industria tradicional, la silvicultura, la ganadería y la pesca en 2011 alcanzaron 300,69 millones de yuanes.
El té, industria y cultura
El cultivo de té en Wuyishan es muy propio, no típicamente plantado en el suelo,  si no en grietas de rocas, lo que se conoce como el famoso té de Wuyi. La región es productora de té en general,  los cultivos se concentran en el área de laderas, colinas, llanuras y terrenos planos. La industria del té local tiene una historia muy larga, un escritor la nombró en un poema en el año 1302, la zona era conocida en la antigüedad como el  "Reino del té".
La producción de té en 2009 fue de 9327 toneladas por un valor de 670 millones de yuanes, La marca Wuyi fue enlistada entre los diez mejores té de toda China por vez primera en 1989, hay muchas marcas de té de la ciudad.
La cultura del té está impregnada en todo el contexto cultural. En la dinastía Yuan se creó especialmente el té de montaña Wuyi, haciendo la ciudad té de Wuyishan. El sueco botánico Linneo en sus libros de " especies de plantas de té" escribió que el té de Wuyishan es representante del té chino. En registros que tiene la ciudad hay elogios para el té que se encuentran en la música clásica, el canto, la poesía, inciensos, cocina, ceremonias, entre otras.

## Transporte

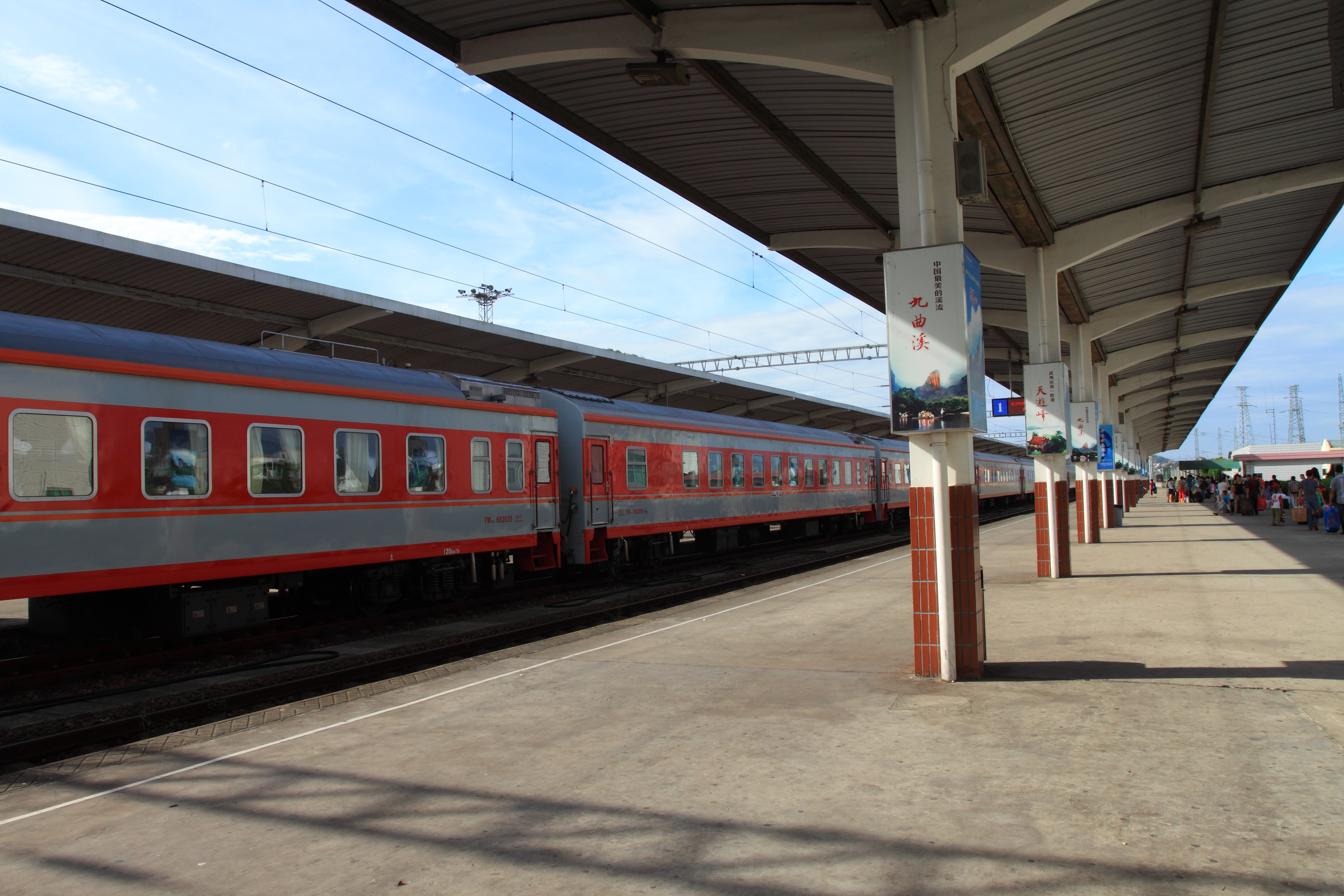
Estación del ferrocarril

Wuyishán se encuentra en el norte de Fujian,  debido al sistema montañoso, hay partes de la ciudad en el subdesarrollo, hay muchos caminos sin pavimentar con el tráfico es muy antiguo. En el sentido el tráfico comenzó a construirse en 1935. Después de décadas de desarrollo Wuyishan tienen carreteras, ferrocarriles  incluso aviación.
El prototipo de transporte en varias zonas sigue siendo a lo antiguo por carretera de piedra y sendero de grava y algunas pavimentadas. La manera más común es caminando y a caballo, mientras las zonas planas se puede ir en carro. En 1936 se construyó la primera autopista que conectaba 2 localidades.
- Autopistas: La ciudad cuenta actualmente con tres autopistas principales que la conecta con toda China como la G3 Beijing–Taipéi y la G1514 Ningde–Shangrao.

- Tren:El ferrocarril se abrió al tráfico por vez primera en diciembre de 1997, el tren de alta velocidad  Hefei-Fuzhou   disponible desde 2014 cuenta con una parada al este de la ciudad.

- Aeropuerto: El Aeropuerto de Wuyishan[7] mueve a 700 000 personas al año, es el único civil de la prefectura y una forma cada vez más fecuente. Toma 50 minutos ir a Shanghái,1 hora 20 minutos a Hong Kong y 2 horas 10 minutos a Beijing.

## Geografía

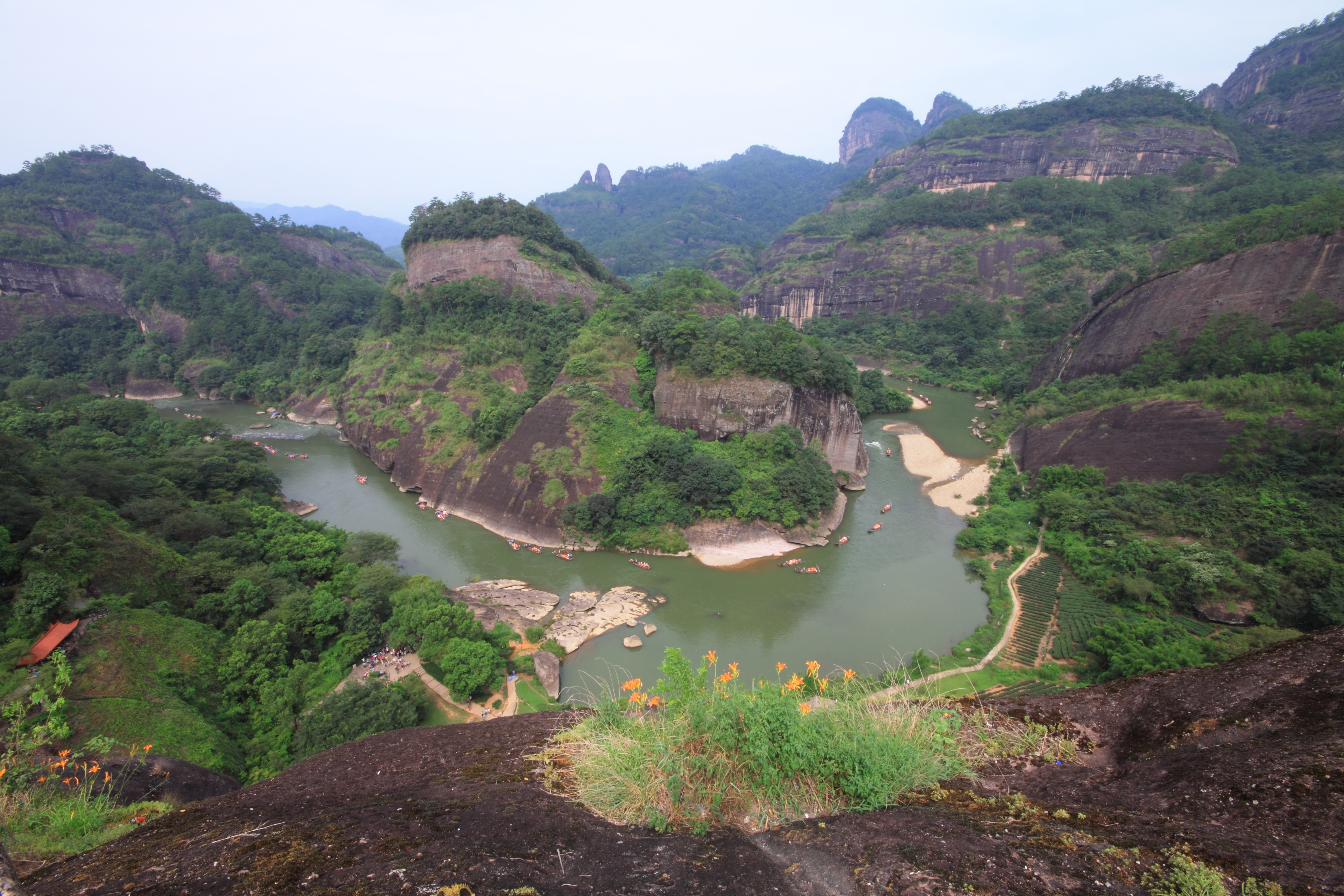
Terreno escarpado de la región.

Wuyishán está situada en la zona de valle de los montes Wuyi, rodeada por montañas en tres lados, el norte se eleva hasta los 2158 m. siendo el punto más alto de la provincia y del sureste Chino. La altura media es de 200 metros en el centro y la más baja a 165 metros sobre el nivel del mar. Wuyishan es prácticamente una selva, la tasa de cobertura forestal llega a 79,2 %, con 318 200 de hectáreas de tierras forestales donde habitan animales y vegetación muy diversa y casi única. El Monte Wuyi es famoso por áreas productoras de té. Después de una investigación preliminar de los recursos minerales, hay 14 tipos de metal probado y minas no metálicas tales como oro, cobre, tungsteno, molibdeno, azufre, hierro, estaño, carbón, cuarzo, grafito, arcilla, granito, etc, lo que representa una amenaza a corto o largo plazo para la vida silvestre local.
Ríos
En la ciudad no hay grandes ríos y estos se originan en las montañas Wuyi, donde hay abundantes recursos hídricos que generan grandes cantidades de energía. Las inundaciones en la zona son propensas por tal razón se creó un embalse a 7 km al nordeste de la ciudad, siendo este el más grande en el norte de Fujian. En mayo de 1988 una inundación dejó un saldo de 10 personas muertas.
Las grandes reservas de recursos hídricos alcanzaron 1,2 millones de metros cúbicos, un promedio de 16 mil m³ de agua por persona, siendo el per cápita de más de 3,6 veces del resto de la provincia.

## Clima
La ciudad tiene un clima monzónico subtropical con grandes variaciones. La temperatura media anual es de 17 °C, la precipitación anual es de 1894 mm, el período anual libre de heladas es de 272 días con 4400 horas de sol. el calor se concentra en los meses de julio y agosto, la temperatura máxima registrada es de 39 °C y la mínima ha sido de -8 °C. En la primavera y el verano la zona costera es vulnerables a fuertes tifones, formación de tormentas e inundaciones.
| Parámetros climáticos promedio de Wuyishan (1957-2007) | Parámetros climáticos promedio de Wuyishan (1957-2007) | Parámetros climáticos promedio de Wuyishan (1957-2007) | Parámetros climáticos promedio de Wuyishan (1957-2007) | Parámetros climáticos promedio de Wuyishan (1957-2007) | Parámetros climáticos promedio de Wuyishan (1957-2007) | Parámetros climáticos promedio de Wuyishan (1957-2007) | Parámetros climáticos promedio de Wuyishan (1957-2007) | Parámetros climáticos promedio de Wuyishan (1957-2007) | Parámetros climáticos promedio de Wuyishan (1957-2007) | Parámetros climáticos promedio de Wuyishan (1957-2007) | Parámetros climáticos promedio de Wuyishan (1957-2007) | Parámetros climáticos promedio de Wuyishan (1957-2007) | Parámetros climáticos promedio de Wuyishan (1957-2007) |
| Mes                                                    | Ene.                                                   | Feb.                                                   | Mar.                                                   | Abr.                                                   | May.                                                   | Jun.                                                   | Jul.                                                   | Ago.                                                   | Sep.                                                   | Oct.                                                   | Nov.                                                   | Dic.                                                   | Anual                                                  |
| ------------------------------------------------------ | ------------------------------------------------------ | ------------------------------------------------------ | ------------------------------------------------------ | ------------------------------------------------------ | ------------------------------------------------------ | ------------------------------------------------------ | ------------------------------------------------------ | ------------------------------------------------------ | ------------------------------------------------------ | ------------------------------------------------------ | ------------------------------------------------------ | ------------------------------------------------------ | ------------------------------------------------------ |
| Temp. máx. media (°C)                                  | 12.9                                                   | 14.1                                                   | 17.8                                                   | 23.2                                                   | 27.0                                                   | 29.7                                                   | 33.6                                                   | 33.4                                                   | 30.5                                                   | 26.1                                                   | 10.7                                                   | 15.5                                                   | 23.71                                                  |
| Temp. mín. media (°C)                                  | 3.7                                                    | 5.6                                                    | 9.3                                                    | 14.2                                                   | 18.3                                                   | 21.5                                                   | 23.5                                                   | 23.1                                                   | 20.4                                                   | 15.2                                                   | 9.9                                                    | 4.9                                                    | 14.13                                                  |
| Precipitación total (mm)                               | 73.9                                                   | 114.1                                                  | 193.9                                                  | 251.0                                                  | 307.5                                                  | 396.1                                                  | 166.4                                                  | 127.4                                                  | 95.0                                                   | 61.2                                                   | 58.6                                                   | 49.3                                                   | 157.87                                                 |
| Fuente: 中央气象台 2010年4月21日                       |                                                        |                                                        |                                                        |                                                        |                                                        |                                                        |                                                        |                                                        |                                                        |                                                        |                                                        |                                                        |                                                        |

## Flora y fauna

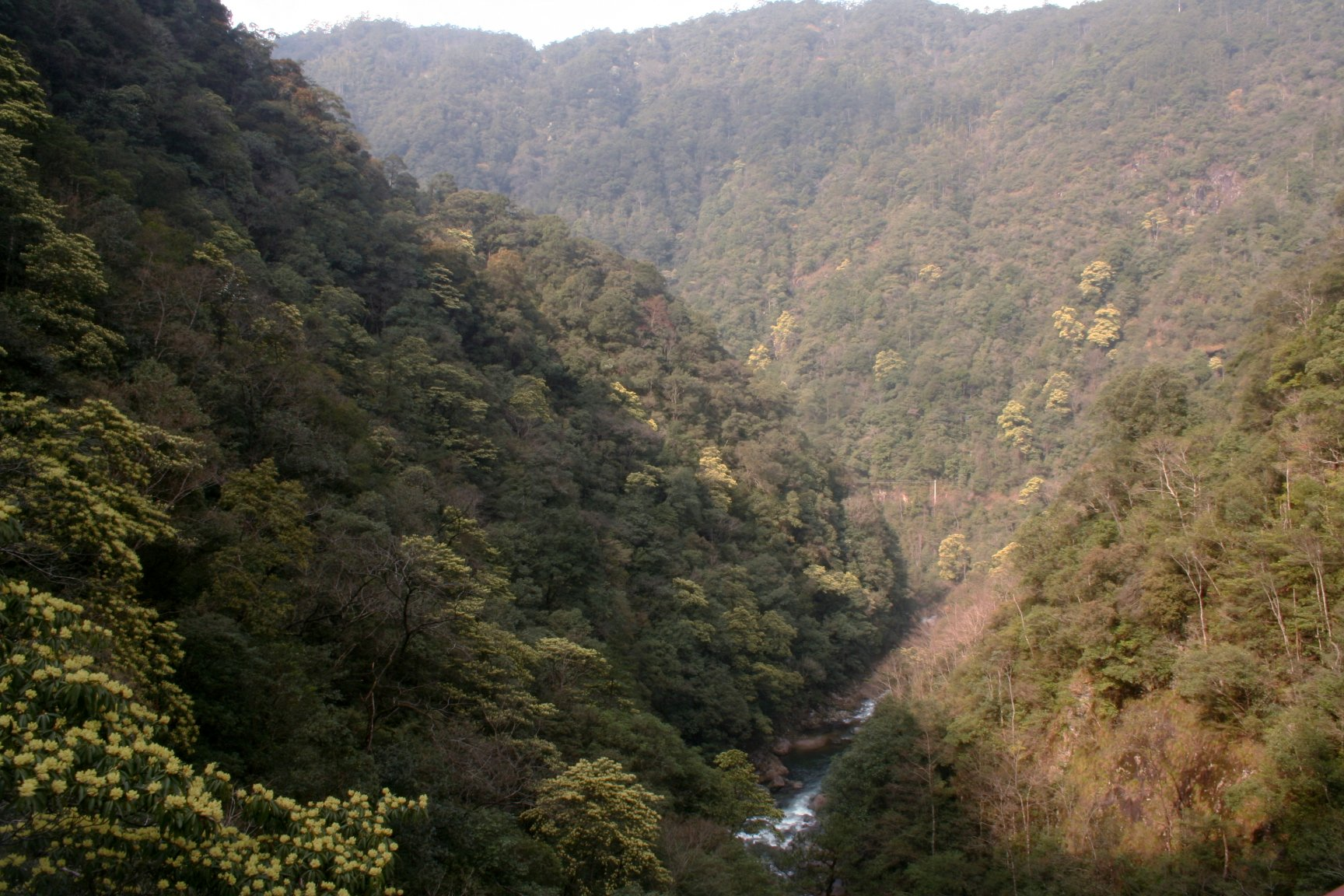
Bosque en la reserva natural Wuyi.

La Reserva Natural Nacional Wuyishan tiene grandes extensiones de bosques naturales donde abunda la flora y fauna, la cual es patrimonio natural. Un total de 1800 tipos de vegetales y animales que son complejos y diversos, con un total de más de 600 especies, hay mucho estudio en la zona como la ventana al mundo biológico y el estudio de anfibios y reptiles. El Museo tiene una gran cantidad de especímenes de plantas y animales. Hay 19 tipos de vertebrados como el pollo de agua chino, faisanes de vientre amarillo, águilas, faisán plateado, halcones, palomas, el lagarto Sung es considerado como especie extraña.
Las Montaña Wuyi en la provincia de Fujian es una base importante de la silvicultura, la tasa de cobertura forestal es del 80%, con un sistema forestal primario completo subtropical ampliamente distribuido con plantas superiores como musgos, helechos, plantas con semillas y plantas bajas, y algunos nombres sin descubrir. Ginkgo, el tejo, tejo, Torreya, etc. figuran como árboles raros.
En Wuyishan además de árboles en los bosques naturales, hay grandes extensiones de plantaciones. De acuerdo con la información "Monte Wuyi Chi" a partir de 1993, el total de la ciudad hay hasta 118 hectáreas de reforestación, con especies como cedro, pino, té, entre otros.
El bambú cubre una superficie de 55,3 hectáreas, incluso más que en 1997, la región se ganó el título de Condado nacional de Forestación. Hay casi 130 tipos de flores.

## Cultura
Religión
La religión en la ciudad es muy baja, menos del 10% de sus habitantes se considera religioso, sin embargo las iglesias se han vuelto muy comunes. El budismo, el taoísmo, el cristianismo y el catolicismo son las de mayor número.
Lengua
En la ciudad se habla el Min Bei. Debido a que sus hablantes han estado en movimiento, el acento de la ciudad tienen un ligero tono al Gan. El minnan aunque es un dialecto de toda la provincia, no hay una conversación compleja si no se tienen cierto nivel de estudio. Hay caracteres comunes con el  mandarín, pero el sonido varia como para lograr entenderse.
- Diferencias entre el mandarín y el minbei de Wuyishan:[10]

1. "Calle" (mandarín: "jie"; tono Wu: "gai")
2. "enfermedad" (mandarín: "Bing"; tono Wu: "ban")
3. "Puente" (mandarín: "Qiao"; tono Wu: "giu")
4. "Inicio" (mandarín: "jia"; tono Wu: "qio")

## Ciudades hermanas
A partir del 1 de julio de 2009 Wuyishán está hermandada con:
- Honolulu.
- Ciudad Montañas Azules.